# Josh Harrop
Joshua Andrew Harrop (Stockport, 1995. december 15. –) angol korosztályos válogatott labdarúgó, a Northampton Town játékosa.

## Pályafutása

### Klubcsapatokban

#### Manchester United
2017. május 21-én a Crystal Palace ellen a kezdőcsapat tagjaként mutatkozott be a a Manchester United felnőtt csapatában, majd a találkozó a 15. percében néhány csel jobbal a bal felső sarokba csavart a tizenhatoson belülről. Ez volt csapata első gólja a mérkőzésen, amelyet a United végül 2–0-ra nyert meg, Harrop pedig élete első felnőtt mérkőzésén megszerezte első gólját is. Ő lett a klub történetének századik játékosa, aki eredményes tudott lenni a Premier League-ben. A 2016-2017-es szezon végéig a felnőttek között már nem kapott lehetőséget, az U23-as csapatban tíz gólig jutott. 

#### Preston North End
Szerződése 2017. június 23-án lejárt a Manchester Unitednél, így távozott a klubtól, majd július 3-án a Preston North Endhez írt alá négy évre. Első idényében 38 bajnokin kétszer volt eredményes a Championshipben. 2018. szeptember 29-én elülső keresztszalag szakadást szenvedett a West Bromwich Albion ellen 3–2-re elveszített bajnokin és az idény hátralevő részét ki kellett hagynia, csak 2019 augusztusában térhetett vissza a pályára. 

## Statisztika
| Klub              | Szezon         | Bajnokság      | Bajnokság     | Bajnokság | FA-kupa       | FA-kupa | Ligakupa      | Ligakupa | Egyéb         | Egyéb | Összesen      | Összesen |
| Klub              | Szezon         | Bajnokság      | Pályára lépés | Gól       | Pályára lépés | Gól     | Pályára lépés | Gól      | Pályára lépés | Gól   | Pályára lépés | Gól      |
| ----------------- | -------------- | -------------- | ------------- | --------- | ------------- | ------- | ------------- | -------- | ------------- | ----- | ------------- | -------- |
| Manchester United | 2016–17        | Premier League | 1             | 1         | 0             | 0       | 0             | 0        | 0             | 0     | 1             | 1        |
| Preston North End | 2017–18        | Championship   | 38            | 2         | 1             | 2       | 0             | 0        | 0             | 0     | 39            | 4        |
| Preston North End | 2018–19        | Championship   | 8             | 0         | 0             | 0       | 3             | 0        | 0             | 0     | 11            | 0        |
| Preston North End | 2019–20        | Championship   | 21            | 5         | 1             | 1       | 3             | 2        | 0             | 0     | 25            | 8        |
| Karrier összes    | Karrier összes | Karrier összes | 68            | 8         | 2             | 3       | 6             | 2        | 0             | 0     | 76            | 13       |